# Musikåret 1972

## Händelser

### Januari
- Januari – Det svenska proggbandet Gunder Hägg byter namn till Blå Tåget.

### Februari
Rockbandet Geordie bildas av Vic Malcolm, Brian Johnson, Tom Hill och Brian Gibson.
- 5 – Paul Simons första singel efter splittringen från Art Garfunkel ges ut.
- 12 – Family Fours låt Härliga sommardag vinner den svenska uttagningen till Eurovision Song Contest på Cirkus i Stockholm [1].
- 13 – Musikalen Grease har urpremiär på en teater off-Broadway.

### Mars
- 25 – Vicky Leandross låt Après toi vinner Eurovision Song Contest i Edinburgh för Luxemburg [2].

### April
- 1 – Mar y sol-festivalen äger rum i Puerto Rico med artister som The Allman Brothers Band, Black Sabbath, The J. Geils Band, Emerson, Lake & Palmer och Mahavishnu Orchestra. Fyra personer dödas under festivalen.
- 16 – ELO gör sin livedebut på puben Fox and Greyhound i Croydon, England.

### Maj
- 26 maj – Den svenska arbetarskyddsstyrelsen förbjuder högre ljudvolym än 90 decibel på svenska diskotek [3].

### Juni
- 9 – Bruce Springsteen får skivkontrakt med CBS.
- 14 – Polisen använder tårgas mot fans som försöker planka in till en Rolling Stones-konsert i Tucson, Arizona.

### Augusti
- 10 – Paul och Linda McCartney arresteras för narkotikainnehav i Göteborg. De dömdes till böter för händelsen.

### Oktober
- 14 – Joe Cocker arresteras för narkotikainnehav i Adelaide, Australien tillsammans med sex personer ur sitt turnésällskap.
- 16 – Creedence Clearwater Revival splittras.

### November
- November – Vad som anses vara Sveriges sista 78-varvsskiva, inspelad föregående månad vid invigningen av KB:s utställning över "Sonora 40 år", utkommer november. På den sjunger Harry Brandelius.[4]
- 3 – Carly Simon och James Taylor gifter sig i New York.

### December
- 11 – James Brown arresteras för förargelseväckande beteende i samband med en konsert i Knoxville, Tennessee.

## Priser och utmärkelser
- Stora Christ Johnson-priset – Sven-Erik Bäck för Movimento II
- Mindre Christ Johnson-priset – Siegfried Naumann för Spettacolo I
- Jan Johansson-stipendiet – Lennart Åberg
- Jazz i Sverige – Maffy Falay och gruppen Sevda
- Jenny Lind-stipendiet – Ingrid Ståhlne
- Jussi Björlingstipendiet – Lars Roos
- Medaljen för tonkonstens främjande – Stina Sundell, Nils Larsson och Carl Bengtsson
- Nordiska rådets musikpris – Arne Nordheim, Norge för Eco
- Spelmannen – Evert Taube

## Årets album
Vänligen sortera soloartister på efternamn, musikgrupper på förstabokstaven (utan engelskans "The" och "A")

### A – G
- Alice Cooper – School's Out
- Lynn Anderson  – Listen to a Country Song
- The Band – Rock of Ages
- The Beach Boys – Carl and the Passions-"So Tough"
- Black Sabbath – Vol. 4
- Blue Öyster Cult – Blue Öyster Cult
- Blå tåget – Brustna hjärtans hotell
- James Brown – There It Is
- Jackson Browne – Jackson Browne
- Budgie – Squawk
- Can – Ege Bamyasi
- Captain Beyond – Captain Beyond
- Ry Cooder – Into the Purple Valley
- Creedence Clearwater Revival – Mardi Gras
- David Bowie – The Rise and Fall of Ziggy Stardust and the Spiders from Mars
- Deep Purple – Machine Head
- Deep Purple – Made in Japan
- The Doors – Full Circle
- Dr. John – Dr. John's Gumbo
- Eagles – Eagles
- Emerson, Lake & Palmer – Trilogy
- The Everly Brothers - Stories We Could Tell
- Fleetwood Mac - Bare Trees
- Aretha Franklin - Young, Gifted and Black
- The Grass Roots – Move Along
- Genesis – Foxtrot
- Gentle Giant – Octopus
- Ted Gärdestad – Undringar
- The Grass Roots – Move Along

### H – R
- Hoola Bandoola Band – Vem kan man lita på?
- Horace Andy – Skylarking
- Michael Jackson – Ben
- Michael Jackson – Got to Be There
- Keith Jarrett – Birth
- Keith Jarrett – Expectations
- Keith Jarrett – Facing You
- Jefferson Airplane – Long John Silver
- Jethro Tull – Thick as a Brick
- Jan Johansson – 300.000
- Jan Johansson – Younger Than Springtime
- Björn J:son Lindh – Cous Cous
- The Kinks – Everybody's in Show-Biz
- Kraftwerk – Kraftwerk 2
- Anna-Lena Löfgren – Nu tändas tusen juleljus
- Little Feat – Sailin' Shoes
- Curtis Mayfield – Superfly
- Joni Mitchell – For the Roses
- Van Morrison – Saint Dominic's Preview
- Mott the Hoople – All the Young Dudes
- Nationalteatern – Ta det som ett löfte
- Rick Nelson – Garden Party'
- Nynningen – Man mognar med åren
- Roy Orbison – Roy Orbison Sings
- Roy Orbison – Memphis
- Gilbert O'Sullivan – Back to Front
- Tom Paxton – Peace Will Come
- Siv Pettersson – Siv Pettersson
- Pink Floyd – Obscured by Clouds
- John Prine  – Diamonds in the Rough
- Lou Reed – Lou Reed
- Lou Reed – Transformer
- The Rolling Stones – Exile on Main St.
- Roxy Music – Roxy Music
- Todd Rundgren – Something/Anything?

### S – Ö
- Santana – Caravanserai
- Neil Sedaka – Emergence
- Neil Sedaka – Solitaire
- Simon and Garfunkel – Greatest Hits
- Paul Simon – Paul Simon
- Nina Simone – Emergency Ward
- Slade – Slayed?
- Status Quo – Quo
- Joe South – A Look Inside
- Steely Dan – Can't Buy a Thrill
- Rod Stewart – Never a Dull Moment
- Sånger om kvinnor
- T. Rex – The Slider
- James Taylor – One Man Dog
- Monica Törnell – Ingica
- Uriah Heep – Demons and Wizards
- Uriah Heep – The Magician's Birthday
- Wishbone Ash – Argus
- The Wailers – Catch a Fire
- War – The World Is a Ghetto
- Stevie Wonder – Music of My Mind
- Stevie Wonder – Talking Book
- Uriah Heep – Damons and Wizards
- Cornelis Vreeswijk – Visor, svarta och röda
- Yes – Close to the Edge
- Neil Young – Harvest
- Frank Zappa – The Grand Wazoo
- Monica Zetterlund – Chicken Feathers
- ZZ Top – Rio Grande Mud

## Årets singlar & hitlåtar
Vänligen sortera soloartister på efternamn, musikgrupper på förstabokstaven (utan engelskans "The" och "A")
- Agnetha, Benny, Björn & Anni-Frid – He is Your Brother [5]
- Agnetha, Benny, Björn & Anni-Frid – People Need Love [5]
- Lynn Anderson  – Listen to a Country Song
- Björn & Benny – She's My Just Kind of Girl
- Alice Cooper – Elected
- Alice Cooper – School's Out
- America – A Horse with No Name
- America – I Need You
- America – Ventura Highway
- Badfinger – Day after Day
- Chuck Berry – My Ding-a-Ling
- Daniel Boone – Beautiful Sunday
- David Bowie – Starman
- David Bowie – The Jean Genie
- Bread – Guitar Man
- Bread – Sweet Surender
- Bread – Dizmal Day
- Jackson Browne – Doctor My Eyes
- James Brown – Get on the Good Foot
- Chicago – Saturday in the Park
- Chicory Tip – Son of My Father
- Climax – Precious and Few
- Creedence Clearwater Revival – Someday Never Comes
- Crosby & Nash – Immigration Man
- Deep Purple – Highway Star
- Deep Purple – Smoke on the Water
- The Doobie Brothers – Jesus is Just All Right
- The Doobie Brothers – Listen to the Music
- Eagles – Take It Easy
- Eagles – Witchy Woman
- Marvin Gaye – Trouble Man
- Glenmarks – Gammaldags musik
- The Grass Roots – Runway
- Al Green – Let's Stay Together
- Albert Hammond – It Never Rains in Southern California
- Harold Melvin & Blue Notes – If You Don't Know Me By Now
- Hawkwind – Silver Machine
- Hot Butter – Popcorn
- Luther Ingram – If Loving You is Wrong
- Michael Jackson – Ben
- Elton John – Honky Cat
- Elton John – Rocket Man
- Led Zeppelin – Black Dog
- Led Zeppelin – Rock'n'roll
- Lobo – I'd Love You to Want Me
- Don McLean – American Pie
- Mel and Tim – Starting All Over Again
- Mountain – Travelling in the Dark
- Johnny Nash – I Can See Clearly Now
- Harry Nilsson – Without You
- Gilbert O'Sullivan – Alone Again (Naturally)
- Gilbert O'Sullivan – Clair
- Siv Pettersson – Låt mig få tända ett ljus
- Elvis Presley – Burning Love
- Helen Reddy – I Am Woman
- Joe Tex – I Gatcha
- Joe Tex – You Said a Bad Word
- Jo Jo Gunne – Run Run Run
- Lou Reed – Walk on the Wild Side
- Moody Blues – Night in White Satin
- Mott the Hoople – All the Young Dudes
- Mouth & MacNeal – How Do You Do
- The O'jays – Back Stubbers
- Michel Polnareff – Holidays
- The Rasberrys – Go All the Way
- The Rasberrys – I Wanna be with You
- The Rolling Stones – Tumbling Dice
- The Rolling Stones – Happy
- The Rolling Stones – Rocks Off
- Nino Rota – Theme from Godfather
- Carly Simon – You're So Vain
- Paul Simon – Me and Julio Down By the Schoolyard
- Paul Simon – Mother and Child Reunion
- Sweet – Blockbuster
- Slade – Mama Weer All Crazee Now
- Ringo Starr – Back off Boogaloo
- Cat Stevens – Morning Has Broken
- Stylstics – Becha by Golly, Wow
- Temptations – Papa Was a Rollin' Stone
- Three Dog Night – Black and White
- Three Dog Night – An Old Fasioned Love Song
- Tom T. Hall – (Old Dogs, Children and) Watermelon Wine
- T. Rex – Children of the Revolution
- T. Rex – Metal Guru
- T. Rex – Telegram Sam
- Andy Williams – Speak Softly Love(Love Theme from Godfather)
- Uriah Heep – Easy Living
- Bobby Vinton – Sealed with a Kiss
- Wings(Paul McCartney & Wings) – Give Ireland Back to the Irish
- Wings – Hi Hi Hi
- Wings – "Mary Had a Little Lamb"
- Bill Withers – Ain't No Sunshine
- Neil Young – Heart of Gold

## Födda
- 21 januari – Yasunori Mitsuda, japansk tonsättare och musiker, främst känd för sina TV-spelssoundtracks.
- 25 januari – Jesper Taube, svensk operasångare.
- 17 februari
  - Billie Joe Armstrong, amerikansk rocksångare/gitarrist, Green Day.
  - Taylor Hawkins, amerikansk musiker, trummis i Foo Fighters.
- 20 februari – k-os, eg. Kheaven Brereton, kanadensisk musiker.
- 24 februari – Chris Fehn, amerikansk musiker, slagverkare i Slipknot.
- 8 mars – Jakob Sveistrup, dansk schlagerartist och lärare.
- 11 mars – Konstantin Drapezo, vitrysk musiker.
- 17 mars – Melissa Auf der Maur, kanadensisk sångare och basist.
- 25 mars – Tebogo Monnakgotla, svensk tonsättare.
- 4 april – Iréne Moneeo (tidigare Sahlin), svensk tonsättare.
- 8 april – Paul Gray, amerikansk musiker, basist i Slipknot.
- 20 april – Stephen Marley, jamaicansk musiker, musikproducent och inspelningstekniker, son till Bob Marley.
- 1 maj – Royston Langdon, brittisk musiker.
- 4 maj – Mike Dirnt, amerikansk musiker, basist i Green Day.
- 8 maj – Darren Hayes, australisk musiker, sångare i Savage Garden 1997–2001.
- 17 maj – Walter Bäcklin, svensk kompositör, musikmixare och musikproducent.
- 20 maj – Andreas Lundstedt, svensk musiker, sångare i Alcazar.
- 3 juni – Albert Schnelzer, svensk tonsättare.
- 18 juni – Lars Carlsson, svensk tonsättare.
- 30 juni – Martin Hederos, svensk musiker.
- 15 juli – Mattias Öberg, svensk forskare och sångare.
- 18 juli – Fredrik Zetterström, svensk operasångare (baryton).
- 8 augusti – Masahiro Nakai, japansk musiker, medlem i popbandet SMAP.
- 16 augusti – Emily Robison, amerikansk countrysångare, medlem i Dixie Chicks.
- 2 september – Farangis Nurulla-Khoja, tadzjikistansk tonsättare och musiker.
- 21 september – Liam Gallagher, brittisk musiker, sångare i Oasis.
- 22 september – Cecilia Zilliacus, finlandssvensk violinist.
- 28 september – Joseph Arthur, amerikansk rockmusiker, sångare och låtskrivare.
- 3 oktober – Martin Stenmarck, svensk artist, vinnare av melodifestivalen 2005.
- 15 oktober – Sandra Kim, belgisk sångare.
- 17 oktober
  - Eminem (född Marshall Bruce Mathers III), amerikansk hiphop-sångare, låtskrivare.
  - Tarkan, tysk-turkisk musiker.
- 1 november – Toni Collette, australisk skådespelare och sångare.
- 9 december – Tré Cool (född Frank Edwin Wright III), amerikansk musiker, trummis i Green Day 1991–.
- 10 december – Brian Molko, brittisk musiker.

## Avlidna
- 1 januari – Maurice Chevalier, 83, fransk sångare och skådespelare.
- 4 januari – Carl-Olof Anderberg, 57, svensk kompositör och musikarrangör.
- 27 januari – Mahalia Jackson, 60, amerikansk gospelsångare.
- 5 mars
  - Nils Björkander, 78, svensk tonsättare, pianist och pianopedagog.
  - Conny Söderström, 60, svensk operasångare (tenor).
- 11 april – Alf Jörgensen, 58, svensk filmproducent, manusförfattare och sångtextförfattare.
- 20 april – Lars Perne, 49, svensk sångtextförfattare och sketchförfattare.
- 1 maj – Artur Rolén, 77, svensk skådespelare, sångare och revyartist.
- 7 maj – Nils Söderman, 71, svensk kapellmästare, kompositör och musiker (piano).
- 29 augusti – Eulalia Bunnenberg, 67, tysk skådespelare och sångare.
- 6 november – Billy Murcia, 21, amerikansk musiker, trummis i New York Dolls.
- 11 november – Berry Oakley, 24, amerikansk musiker, basist i Allman Brothers Band.
- 18 november – Danny Whitten, 29, amerikansk musiker, gitarrist i Crazy Horse.

### Fotnoter
1. ↑  Poplight – Melodifestivalen.
2. ↑  Poplight – Eurovision Song Contest.
3. ↑  Hundra år i Sverige – 1972, Hans Dahlberg, Albert Bonniers, 1999
4. ↑  ”Svensk mediedatabas”. http://smdb.kb.se/catalog/id/000089187. Läst 3 juni 2011.
5. 1 2  ”ABBA Annual 1972”. Arkiverad från originalet den 27 september 2010. https://archive.is/20100927190113/http://www.abbaannual.com/1972.htm. Läst 7 januari 2011.